# Cascade (houblon)
Pour les articles homonymes, voir Cascade et CAS.
Le Cascade est une variété essentiellement américaine de houblon (Humulus lupulus) destinée à la production de bière, qui a un profil principalement aromatique mais peut être utilisé en amérisant. Il est également connu sous le code international CAS, ainsi que sous l’identifiant USDA 56013 — où « USDA » désigne le département américain de l’Agriculture qui a rendu la variété publique en 1971-1972 — qu’il partage cela dit au moins avec la marque de houblon Taiheke.

## Historique

### Contexte et création

#### Contexte et origines
La Prohibition américaine interdisait jusqu’en 1933 la production de boissons titrant à plus de 0,5 degré d’alcool. Cela a amené les producteurs de houblons à se concentrer sur la seule variété Cluster, adaptée au climat local et à la production de telles bières.
Une fois la Prohibition finie, le département américain de l’Agriculture (USDA) réétablit un programme de sélection du houblon au campus de Corvallis du Oregon State College, historiquement consacré à l’agriculture et future université d’État de l’Oregon (OSU).
Les brasseries importent alors des houblons aromatiques « nobles » européens, bon marché, utilisant le Cluster pour amériser. Les recherches de l’USDA visent donc, outre la lutte contre certains parasites, à développer des variétés locales plus aromatiques.

#### Naissance du Cascade
| Année | Surface  | Part   | Rang |
| ----- | -------- | ------ | ---- |
| 1971  | 13 ha    | 0,1 %  | 7e   |
| 1972  | 142 ha   | 1,2 %  | 6e   |
| 1973  | 511 ha   | 4,0 %  | 5e   |
| 1974  | 1 273 ha | 9,7 %  | 2e   |
| 1975  | 1 748 ha | 13,3 % | 2e   |
| 1976  | 1 736 ha | 13,8 % | 2e   |
| 1977  | 1 717 ha | 13,9 % | 2e   |
| 1978  | 1 541 ha | 12,2 % | 2e   |
| 1979  | 1 681 ha | 13,0 % | 2e   |
| 1980  | 2 080 ha | 13,9 % | 2e   |
| 1981  | 2 570 ha | 14,8 % | 3e   |
| 1982  | 2 473 ha | 14,7 % | 2e   |
| 1983  | 1 943 ha | 12,9 % | ≃ 3e |
| 1984  | 1 120 ha | 9,0 %  | ≃ 4e |
| 1985  | 975 ha   | 8,5 %  | ≃ 5e |
| 1986  | 914 ha   | 9,0 %  | ≃ 5e |
| 1987  | 668 ha   | 5,8 %  | ≃ 5e |
| 1988  | 410 ha   | 4,3 %  | ≃ 6e |
| 1989  | 525 ha   | 3,8 %  | ≃ 6e |
| 1990  | 514 ha   | 3,6 %  | 7e   |
| 1991  | 502 ha   | 3,1 %  | 7e   |
| 1992  | 511 ha   | 3,0 %  | 8e   |
| 1993  | 553 ha   | 3,2 %  | 8e   |
| 1994  | 540 ha   | 3,1 %  | 8e   |
| 1995  | 457 ha   | 2,6 %  | 8e   |
| 1996  | 423 ha   | 2,4 %  | 8e   |
| 1997  | 420 ha   | 2,4 %  | ≃ 7e |
| 1998  | 402 ha   | 2,7 %  | 7e   |
| 1999  | 367 ha   | 2,6 %  | 7e   |
| 2000  | 403 ha   | 2,8 %  | 7e   |
| 2001  | 406 ha   | 2,8 %  | 7e   |
| 2002  | 581 ha   | 4,9 %  | 6e   |
| 2003  | 994 ha   | 8,6 %  | 5e   |
| 2004  | 619 ha   | 5,5 %  | 5e   |
| 2005  | 505 ha   | 4,2 %  | 6e   |
| 2006  | 484 ha   | 4,1 %  | 5e   |
| 2007  | 561 ha   | 4,5 %  | 5e   |
| 2008  | 891 ha   | 5,4 %  | 6e   |
| 2009  | 900 ha   | 5,6 %  | 6e   |
| 2010  | 799 ha   | 6,3 %  | 6e   |
| 2011  | 1 002 ha | 8,3 %  | 3e   |
| 2012  | 1 343 ha | 10,4 % | 2e   |
| 2013  | 2 140 ha | 15,0 % | 2e   |
| 2014  | 2 679 ha | 17,4 % | 1er  |
| 2015  | 2 748 ha | 15,6 % | 1er  |
| 2016  | 3 068 ha | 14,9 % | 1er  |
| 2017  | 2 811 ha | 13,0 % | 1er  |
| 2018  | 2 499 ha | 11,2 % | 2e   |
| 2019  | 2 212 ha | 9,7 %  | 3e   |

Les houblons européens subissent durant les années 1960 une forte hausse de prix, à cause de la verticilliose qui frappe les cultures. Le USDA 56013 du chercheur Stanley Nelson Brooks profite de cette situation, et une surface de test est plantée en 1967.
Il provient d’un croisement en pollinisation libre (en) entre un mâle d’une variété non-identifiée, avec des plants ayant comme origine du Fuggle venant du Royaume-Uni et du Serebrianka venant de Russie, dont les graines avaient été récoltées en 1955,.
Premier houblon de l’USDA, le Cascade est rendu disponible en 1971-1972, son nom provenant de la chaîne des Cascades voisine de Corvallis. Il cumule résistance au mildiou, et une similarité au Hallertau Mittelfrüh quant au ratio entre acides alpha et bêta.

#### Première explosion
La brasserie Coors, l’une des plus importantes aux États-Unis, prend le risque de payer 1 $ / lb pour du Cascade. Le Cluster s’échangeant bien moins cher (50 à 60 ¢ / lb), plusieurs producteurs de houblons décident de planter massivement la variété.
Après seulement trois années, en 1974, le Cascade se retrouve avec 1 273 ha la deuxième variété la plus plantée dans tous les États-Unis, derrière l’historique Cluster (et ses plus de 9 000 ha, si l’on compte à la fois les sous-variétés précoces et celles tardives).
La brasserie Anchor brasse en 2021 deux bières utilisant seulement du Cascade, qu’elle fait dater de 1975 et vend comme emblématiques de la période : la Liberty Ale et la Old Foghorn Ale. Au moins pour la première, il semble que cela tienne de la légende.

### Réussite et abandon

#### Deuxième houblon
Son statut de variété ouverte permet au Cascade de s’exporter : en 1976, on en trouve en Corée du Sud, ce qui reste attesté une dizaine d’années, ; la même année, des tests sont réalisés en Argentine, où il devient une variété phare, remplaçant le Spalt.
Aux États-Unis, le Cascade représente plus de 12 % des cultures de houblon de 1975 à 1983. Le Cluster (un houblon « à double usage », aromatisant et amérisant), bien au-dessus, semble s’éroder, entre le Cascade aromatisant et le Bullion amérisant.
La période voit naître par exemple la brasserie Sierra Nevada, en 1979 : ses premières bières, disponibles dès 1980 et encore brassée en 2021, sont un stout et une pale ale ; les deux utilisent évidemment du Cascade, sans autre houblon pour la seconde.

#### Désintérêt américain
La première moitié des années 1980 voit l’explosion des nouvelles variétés dites « super-alpha » (Eroica et Galena d’abord),, très amérisantes. Le Fuggle fait également un retour, — sursaut avant sa disparition des États-Unis vers la fin de la décennie.
La brasserie Coors décide progressivement de retirer ses investissements sur le Cascade, après avoir constaté que la proximité avec le Hallertau Mittelfrüh n’était pas suffisante. Le prix de vente du Cascade chute donc, et la surface cultivée de cette variété avec.
Le Cascade est cependant récolté sur de petites surfaces dans d’autres pays : il est attesté en Espagne en 1988, en Chine en 1990, et des tests sont également réalisés en 1991 au Kenya,. Il continue également à être cultivé en Argentine,,,,.

#### Abandon progressif
Fin des années 1980, les surfaces cultivées de Cascade aux États-Unis représentent moins de 700 ha — contre jusqu’à 2 570 ha en 1981 —, et moins de 5 % des surfaces occupées par du houblon ; elles sont presque exclusivement dans l’État de Washington.
En 1990, le Cascade gagne un concurrent avec le Centennial ; cette nouvelle variété est régulièrement surnommée le « Super Cascade », car elle présente à peu près les mêmes caractéristiques quant à son goût « agrume », tout en générant plus d’amertume.
Le Cascade se maintient cependant dans le top 10 des variétés les plus cultivées aux États-Unis, probablement en raison du faible nombre de variétés locales. Lancée par Coors, la mode d’utiliser des houblons locaux commence en effet à se développer.

### Flou des années 2000

#### Évolution de la demande
Les années 1990 voient aux États-Unis le développement des microbrasseries, et cela conduit à la recherche d’une plus grande diversité de houblons locaux. Des recherches lancées en cette période sortiront notamment le Simcoe en 2000, puis le Citra en 2007.
Les variétés aromatiques qui s’imposent alors sont le Willamette — qui marque le goût des bières américaines durant une grosse décennie, planté jusqu’à 3 082 ha en 1997 —, le Tettnang (originaire d’Allemagne), et dans une moindre mesure le Mount Hood.
Le Cascade n’en profite cependant pas, et il atteint son minimum de surface plantée aux États-Unis en 1999 avec 367 ha. En Argentine, après un pic de production noté en 1994 à 326 ha, les surfaces se réduisent aussi, tombant jusqu’à 98 ha en 1999.

#### Sursaut du millénaire
La production de Cascade connaît un premier sursaut assez étonnant au début des années 2000. S’il est certain que la demande des brasseurs pour cette variété connaît une augmentation en cette période, d’autres paramètres ont pu influer sur le phénomène.
Déjà, en 2001, une grêle printanière impacte essentiellement les plantations de cette variété. Les prix d’échange grimpent de 4,96 $/kg à 7,16 $/kg, et mi-septembre tous les stocks sont vendus, rendant un peu artificiellement sa culture plus attractive.
Ensuite, la American Hop Producers Alliance (AHPA), fondée en 2000, cherche à limiter la production de variétés « super-alpha » ou trop amérisantes, pour essayer d’améliorer le revenu des producteurs. Cette stratégie a pu ramener des producteurs au Cascade.

#### Brève rechute
Le pic de production est atteint en 2003, avec 994 ha. Cependant, les mauvaises ventes cette année-là — malgré la vague de sécheresse européenne — laissent des stocks aux producteurs, et font baisser la surface cultivée les années suivantes.
Une grosse brasserie[précision nécessaire] annonce également en 2003-2004 qu’elle n’utiliserait plus cette variété. En conséquence, jusqu’en 2006, la culture du Cascade rechute, tombant cette année-là à 484 ha — malgré un regain d’intérêt financier en 2005.
En Argentine, la production de Cascade se stabilise — après être remontée au début des années 2000 (116 ha en 2000, 125 ha en 2001, 158 ha en 2002). En 2002, du Cascade a été introduit au Royaume-Uni, et s’y développe les années suivantes.

### Deuxième vague

#### Deuxième explosion
En 2007 — après une très bonne année et la signature de plusieurs contrats — s’engage une rapide augmentation des surfaces de culture du houblon aux États-Unis, qui se constate surtout en 2008 ; elle concerne variétés aromatiques comme amérisantes.
Jusqu’en 2008, les proportions des variétés aromatiques changent peu. En 2009, la plupart de ces variétés continuent de se développer, dont le Cascade qui atteint les 900 ha, mais son principal concurrent le Willamette est fortement diminué,.
En 2010, en raison des bonnes années précédentes qui ont laissé des stocks, les cultures de houblon aux États-Unis sont fortement réduites, retrouvant presque leur niveau de 2007. Le Cascade subit cette descente, mais augmente cependant en proportion.

#### Premier houblon
La mode du Cascade est cependant revenue. Il passe les 1 000 ha de surface en 2011, et atteint 3 068 ha en 2016. Il est la variété de houblon la plus cultivée aux États-Unis de 2014 à 2017 inclus, représentant jusqu’à 17,4 % de ces cultures en 2014.
Ce renouveau peut s’expliquer par la multiplication de houblons « à double usage » — Mosaic, Citra, etc. —, avec lesquelles il se marie bien. De plus, les productions américaines de houblons « super-alpha » s’effondrent, concurrencées par l’Herkules allemand.
Le Cascade est également planté ailleurs dans le monde. Une petite production de Cascade est ainsi attestée à partir de 2013 en Allemagne,,,,,,,. Hop Products Australia en plante aussi dans l’État australien de Tasmanie, dès 2015,.

#### Arrivée du Citra
Si le développement de certaines variétés « à double usage » comme le Citra et le Mosaic peuvent avoir favorisé le Cascade, cela finit cependant par faire chuter ses parts de marché. Le Cascade baisse ainsi en proportion après 2014, et en surface après 2016.
Le Citra devient en 2018 le houblon le plus cultivé aux États-Unis en termes de surface, et continue sa progression les années suivantes. Le Cascade continue quant à lui sa baisse, et est également passé par la variété « super-alpha » CTZ dès 2019.
Cela n’empêche cependant pas la variété de s’étendre à l’international. Du Cascade est ainsi à nouveau planté en Chine en 2019 ; 4,5 ha sont également attestés en France en 2019 et 2020 ; et en Roumanie, on en compte 2 ha en 2019, et 5 ha en 2020.

## Caractéristiques

### Utilisations et alternatives
Le Cascade a des caractéristiques intéressantes pour la production de bière, même si les recherches agronomiques ultérieures ont amené à des variétés plus remarquables (à commencer par le Centennial, appelé « Super Cascade »). Il est régulièrement classé « à double usage », étant essentiellement utilisé pour son profil aromatique, mais aussi régulièrement en amérisant.
Il est un houblon classique des pale ales américaines, mais peut être utilisé dans nombre de bières de fermentation haute : India pale ales, bières porters, vins d’orge classiques ou réinventés, bières blanches, etc. Son nom est certainement à l’origine de la remarque usuelle que les houblons en ‘C’ sont les plus adaptés pour faire des IPA (Centennial, Chinook, Citra…).
La diversité des usages possibles du Cascade (jusqu’à des lagers comme la Sam ’76 de la brasserie Boston Beer (en)), et sa variabilité en fonction du terroir, rendent difficile de donner des conseils de substitution, à part peut-être le Centennial aux caractéristiques proches même si plus marquées ; certains proposent également l’Amarillo, l’Ahtanum ou le Summit.

### Amertume et conservation
| Mesure       | Min.  | Max.  |
| ------------ | ----- | ----- |
| Acides alpha | 4,5 % | 7,0 % |
| Acides bêta  | 4,8 % | 7,0 % |
| Rapport α/β  | 0,9   | 1,0   |
| HSI          | 0,22  | 0,50  |

Le brassage du Cascade génère un taux d’acides alpha moyen, jusqu’à 7 % aux États-Unis et jusqu’à 9 % dans d’autres contextes, ce qui suffit à donner à une bière de l’amertume quels que soient les autres houblons. En revanche, son rapport assez faible entre acides alpha et bêta générés montre qu’il a tendance à baisser l’amertume durant la fabrication de la bière.
La variété a un taux moyen de cohumulone, un acide alpha tenu usuellement responsable d’une amertume « dure », entre 33 % et 40 % des acides alpha générés. Ce taux peut descendre jusqu’à 20 % seulement pour un houblon comme le Citra, ou monter jusqu’à 65 %. Cette proportion est assez stable, quel que soit le terroir où la variété est plantée.
Le Cascade a également un profil permettant un bon vieillissement de la bière : son Hop Storage Index de 36 % en moyenne indique une bonne conservation sur le long terme. Il est cependant rapporté que les cônes et pellets se conservent assez mal ; la distribution en poudre de lupuline peut donc être intéressante, ; pas d’Incognito en 2021, par contre.

### Arômes et combinaisons
| Huile         | Min. | Max. |
| ------------- | ---- | ---- |
| Myrcène       | 45 % | 60 % |
| Humulène      | 14 % | 20 % |
| Caryophyllène | 5 %  | 9 %  |
| Farnésène     | 6 %  | 9 %  |
| Autres        | 2 %  | 30 % |

L’arôme principal du Cascade tend vers l’agrume et notamment le pamplemousse, ce qui ne le distingue pas forcément d’autres houblons américains tels que le Centennial ou l’Amarillo (arrivés cependant après lui). En revanche, il peut donner une note plus épicée et herbeuse, assez « florale », lorsqu’il est ajouté en fin d’ébullition ou en houblonnage à cru (dry hopping).
Ce profil plutôt « agrume » est dû au relativement fort taux de myrcène parmi ses composants oléagineux (de 45 % à 60 %). L’aspect parfois « floral » vient du taux d’humulène (de 14 % à 20 %), proche de celui de « houblons nobles » européens. Il faut noter aussi le taux plutôt fort de farnésène (de 6 % à 9 %), une huile qui est assez peu commune dans les houblons.
Une étude réalisée en 2020 sur les India pale ales montre que le Cascade est souvent marié au Chinook (dans des bières à trois houblons ou plus, les deux variétés ayant des goûts certes sur l’agrume mais trop différents), au Centennial et au Simcoe, et parfois à l’Amarillo et au Columbus. Il est peu utilisé comme seul houblon dans des bières de type « single hop ».

### Culture

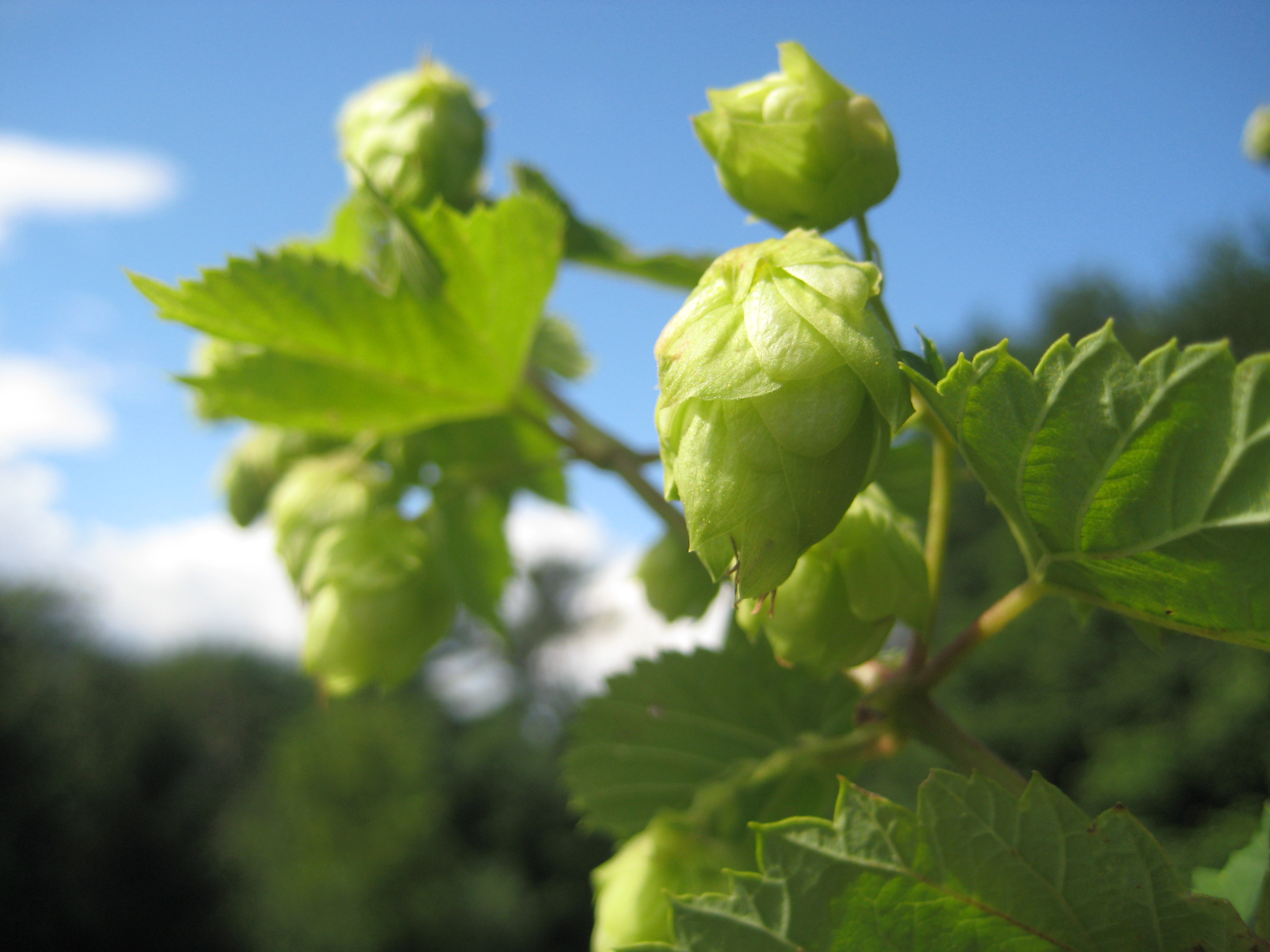
Cônes de houblon Cascade.

La variété arrive en général à maturité en début de saison, autour d’août aux États-Unis par exemple. Les cônes sont très vert, de taille moyenne, assez alongés et denses. Le Cascade est considéré comme facile à cultiver et récolter, ayant un bon rendement, et adapté à des climats variés ; il a de fait été planté, avec succès, dans de nombreux pays :
- aux États-Unis, dans les États de Washington, de l’Idaho et de l’Oregon, qui forment la zone dite « Pacific Northwest » (PNW)[51], mais aussi en Californie[73], au New Jersey[74], au Wyoming[75], etc. ;
- au Canada, dans chacune des provinces du sud du pays : dans l’Alberta[76], en Colombie-Britannique[77], au Québec[78], dans le Manitoba[79], dans le Nouveau-Brunswick[80], en Ontario[81], etc. ;
- en Amérique du Sud, au moins en Argentine — où planté en 1976, il devient la variété principale dès les années 1980, confer section « Historique » — et au Chili dans la région des Fleuves[82] ;
- en Europe, dans de nombreux pays : au Royaume-Uni, en Allemagne, en France, en Roumanie (voir la section « Historique »), mais aussi en Italie[83],[84], en Slovénie[83], en Belgique (détail)[85], etc. ;
- ailleurs dans le monde : en Chine, en Corée du Sud, en Australie, en Nouvelle-Zélande… (voir la section « Historique »). Il n’y a qu’à l’Afrique, au climat chaud et sec, qu’il n’a réussi à s’adapter.

#### Argentine
Les plants de Cascade situés en Argentine sont assez différents des cultures américaines. Ils ont des arômes plus proches du citron et plus épicés. Le taux d’acides alpha générés sont très différents, à 3,2 % environ, contre 4,5 % à 7 % ; le taux d’acides bêta générés est cependant identique, entre 4,5 % et 7 %.

#### Australie
| Huile         | Min.  | Max.  |
| ------------- | ----- | ----- |
| Myrcène       | 22 %  | 35 %  |
| Humulène      | 21 %  | 24 %  |
| Caryophyllène | 2,6 % | 2,7 % |
| Farnésène     | 7 %   | 9 %   |

Les plants de Cascade situés dans l’État australien de Tasmanie ont des caractéristiques assez semblables à celles des cultures américaines, notamment concernant les acides alpha et bêta, qui ont des fourchettes de 4,5 % à 7 % et de 4,8 % à 7,0 % respectivement. Le taux de cohumulone dans les acides alpha se retrouve également à l’identique, entre 33 % et 40 %.
Il y a cependant des différences dans la quantité maximale d’huiles (jusqu’à 2,0 mL/100 g), et dans leurs proportions : le myrcène représente seulement de 22 % à 35 % des huiles, contre 45 % à 60 % pour les plants américains ; le taux de farnésène est doublé, et celui d’humulène oscille un peu au-dessus de 20 %, contre moins de 10 % pour les cultures américaines.

#### Belgique
Les plants de Cascade situés en Belgique sont assez similaires aux cultures américaines. Les acides alpha et bêta générés sont ainsi présents de 4,5 % à 7 % dans les deux cas, sensiblement comme aux États-Unis, et la fourchette des quantités d’huiles à peine supérieure, de 0,8 mL/100 g à 1,5 mL/100 g.

#### Nouvelle-Zélande
Les plants de Cascade situés en Nouvelle-Zélande avaient des caractéristiques brassicoles suffisamment distinctes — une amertume générée plus importante, et un goût évoluant plus vers le fruité que vers l’épicé — pour que la marque « Taiheke » (« Taiheke Brand USDA 56013 ») soit déposée en 2016.

#### Royaume-Uni
| Huile     | Min. | Max. |
| --------- | ---- | ---- |
| Myrcène   | 35 % | 50 % |
| Humulène  | 15 % | 22 % |
| Farnésène | 8 %  | 9 %  |

Les plants de Cascade situés au Royaume-Uni sont assez similaires aux cultures américaines. Les acides alpha et bêta générés ont des fourchettes de 5,3 % à 6,8 % et 4,2 % à 5,3 % respectivement, contre une plus grande amplitude constatée aux États-Unis. Le taux de cohumulone dans les acides alpha est assez similaire, juste un peu supérieur, de 35 % à 42 %.
Leurs arômes sont cependant un peu moins intense (jamais plus de 1,2 mL/100 g, contre jusqu’à 1,4 mL/100 g), mais assez similaire, malgré un taux de myrcène inférieur, entre 35 % et 50 %. La récolte dans ce pays est plutôt tardive, et les plants grandissent donc plus ; il est signalé que les jeunes pousses attirent particulièrement les lapins au printemps.

## Exemples de bières
Le Cascade a été utilisé dans un très grand nombre de bières, artisanales comme industrielles, issues de microbrasseries comme de grands groupes. Il est donc impossible d’en faire une liste exhaustive.
- L’une des bières américaines emblématiques utilisant du Cascade — exclusivement[58] — est la Pale Ale de Sierra Nevada, brassée depuis 1980, et qui représente en 2021 la moitié des ventes de la brasserie (aux États-Unis et à l’international), et la plus grosse bière craft du pays[92],[N 13]. Elle utilise la refermentation en bouteille, par l’ajout de sucre et de levures à l’embouteillage[92].
- La brasserie Anchor vend aujourd’hui une bière présentée et connue comme emblématique des débuts du Cascade[94], la Liberty Ale, brassée uniquement avec ce houblon, y compris par du houblonnage à cru (« dry hopping »)[54]. Elle la fait dater de 1975[54] ; il semble cependant que la bière de ce nom était très différente avant 1983, et que sa recette a pu encore évoluer[56].
- La brasserie Anchor a développé dans les années 2010 deux versions « modernisées » de sa Liberty Ale : la Double Liberty IPA de mai 2015, brassée avec les mêmes ingrédients[95], et la Liberty IPA de 2016, brassée avec les houblons Nelson Sauvin et El Dorado[96]. Elle a aussi utilisé le Cascade dans d’autres bières, en général en houblonnage à cru avec d’autres houblons[N 14].
- La brasserie Anchor produit également la Old Foghorn Ale depuis 1975 pour le brassage et 1976 pour l’embouteillage et la distribution[55]. Elle vend cette bière comme une réinvention du vin d’orge traditionnel, et comme la première boisson du genre réalisée aux États-Unis[55]. Cette bière n’utilise en 2021 que du Cascade, y compris par du houblonnage à cru (« dry hopping »)[55].
- La brasserie Heineken distribue sur le marché américain la bière Heineken Light[104] depuis les années 1990. En 2013, la marque décide de changer de recette et d’incorporer du Cascade dedans, pour essayer de se différencier d’autres bières sur ce segment en donnant plus de goût, suivant en cela les bières Bud Light Platinum et Budweiser Black Crown d’Anheuser-Busch InBev[105].
- Sous la marque Leffe, la brasserie Artois (du groupe AB InBev) produit depuis 2015[106] une gamme de bières « Leffe Royale »[N 15] qui utilisent un houblon spécifique en houblonnage à cru (« dry hopping »). Trois bières sont ainsi vendues à l’année[N 16], dont la Leffe Royale Cascade IPA qui utilise le Cascade[112] (avec les deux éditions au Whitbread Golding[113] et au Mapuche[114]).
- Plusieurs brasseries artisanales spécifient l’origine du Cascade utilisé, en raison de l’importance du terroir : du québécois dans la Cascade Qc[78] de Simple Malt Brasseurs (Saint-Eustache, Canada), du belge dans les collaborations Staghorn[115] et Venskab[116] de Beau’s (Vankleek Hill, Canada), du français dans la Looping[117] de la brasserie Georgette (Saint-Georges-de-Didonne, France), etc.
- La microbrasserie Mikkeller (en) a lancé fin 2017 une gamme de bières « Terroir », jouant sur la provenance de différents houblons. Le Cascade a, en raison de ses plantations à l’international et de ses variations de saveurs, été assez mis à l’honneur[N 17] : trois IPA ont ainsi été réalisées, avec du Cascade en provenance d’Allemagne, d’Australie et de l’État américain de Washington[118].